# Estancia del Copal
Estancia del Copal är en ort i Mexiko.   Den ligger i kommunen Irapuato och delstaten Guanajuato, i den centrala delen av landet, 270 km nordväst om huvudstaden Mexico City. Estancia del Copal ligger 1 860 meter över havet och antalet invånare är 157.
Terrängen runt Estancia del Copal är platt åt nordväst, men åt sydost är den kuperad. Runt Estancia del Copal är det tätbefolkat, med 257 invånare per kvadratkilometer. Närmaste större samhälle är Irapuato, 17,2 km sydväst om Estancia del Copal. I omgivningarna runt Estancia del Copal växer huvudsakligen savannskog.